# Victor Armenise
Victor Armenise, auch Vito Armenise und Victor Arménise, eigentlich Vittorio Armenise (* 4. Januar 1896 in Bari, Italien; † 21. Mai 1957 in Paris) war ein italienischer Kameramann beim heimischen, französischen und deutschen Film.

## Leben und Wirken
Armenise begann seine Filmlaufbahn kurz nach Ende des Ersten Weltkriegs. Von 1919 an arbeitete er in Italien als Chefkameramann die kommenden sieben Jahren eng mit einigen führenden Regisseuren jener Stummfilmjahre zusammen, darunter Amleto Palermi, Carmine Gallone und Augusto Genina. Letztgenannter nahm ihn 1927 mit nach Berlin, wo Armenise mit ihm und Gallone in diesem und dem kommenden Jahr insgesamt vier Filme aufnahm.
In der Umbruchszeit vom Stumm- zum Tonfilm fand sich Armenise schließlich in Paris ein, wo er das kommende Vierteljahrhundert zahlreiche Unterhaltungsproduktionen ohne jeglichen künstlerischen Wert fotografierte. Nur unterbrochen von einem Abstecher nach London, wo der Süditaliener 1936 bei zwei Produktionen mit Douglas Fairbanks junior hinter der Kamera stand, gestaltete Armenise in Frankreich die Optik von Lustspielen wie Dramen, Abenteuergeschichten wie Schnulzen, Romanverfilmungen wie Melodramen. Zu seinen Regisseuren zählten Routiniers wie Julien Duvivier, Maurice Tourneur, Robert Vernay, Jean Boyer, Georges Lacombe und Henri Diamant-Berger.
Nach seiner letzten Arbeit beendete der mittlerweile 60-Jährige seine aktive Filmtätigkeit und starb im Jahr darauf in seinem Pariser Wohnort.

## Filmografie
- 1919: Friquet
- 1920: Un cuore nel mondo
- 1920: La donna e i bruti
- 1920: La grande maniera
- 1921: Die Klavierspielerin von Heynes (La pianista di Haynes)
- 1921: La storia di una sigaretta
- 1921: I tre sentimentali
- 1922: La trappola
- 1923: Messalina
- 1923: Il paradiso
- 1923: Santarellina
- 1924: Cavalleria Rusticana
- 1924: La freccia nel cuore
- 1924: Profanazione
- 1924: Saitra la rebelle
- 1925: Der lustigste Mann von Wien (L‘uomo più allegre di Vienna)
- 1925: La via del peccato
- 1926: Die letzten Tage von Pompeji (Gli ultimi giorni di Pompei)
- 1926: Komtess Bubikopf (L‘ultimo Lord)
- 1927: Der Sprung ins Glück
- 1928: Das Mädchen der Straße
- 1928: Marter der Liebe
- 1928: S.O.S. Schiff in Not
- 1930: Jedem seine Chance (Chacun sa Chance)
- 1930: Kopfüber ins Glück
- 1931: Après l’amour
- 1932: Sa meilleure cliente
- 1933: Étienne
- 1933: Théodore et Cie.
- 1934: Antonia, romance hongroise
- 1934: Sapho
- 1935: Varieté
- 1935: Koenigsmark
- 1936: Samson
- 1936: Im Banne der Eifersucht (Accused)
- 1937: Gangster, Frauen und Brillanten (Jump For Glory)
- 1937: Balthazar
- 1937: Les rois du sport
- 1938: Ils étaient neuf célibataires
- 1939: Geheimnis im Hinterhaus (Derrière la façade)
- 1939: Narziss, der unfreiwillige Flieger (Narcisse)
- 1939: Mon curé chez les riches
- 1940: L’acrobate
- 1941: Bolero
- 1941: Le prince charmant
- 1942: Das Geheimnis der blauen Limousine (Monsieur La Souris)
- 1942: Arlette et l’amour
- 1942: Romance à trois
- 1942: Der Graf von Monte Christo (Le comte de Monte-Cristo)
- 1943: Le père Goriot
- 1945: Abenteuer am Königshof (Le capitan)
- 1946: Les trois cousines
- 1947: Schicksal einer Nacht (La grande Maguet)
- 1948: Le bout de la route
- 1949: Tête blonde
- 1949: Eine Heilige unter Sünderinnen (Au royaume des cieux)
- 1949: Keine Ferien für den lieben Gott (Plus de vacances pour le Bon Dieu)
- 1950: Coq en pâte
- 1952: Drôle de noce
- 1952: Quitte ou double
- 1953: Le Chasseur de chez Maxim’s
- 1956: Baratin
- 1956: Familie Duraton (Les Duraton)